# Brott mot medborgerlig frihet
Brott mot medborgerlig frihet är att genom andra brott försöka förhindra demokratiska fri- och rättigheter.

Det beskrivs i brottsbalken(BrB) 18:5 som:
| ” | 5 § Den som övar olaga tvång eller olaga hot med uppsåt att påverka den allmänna åsiktsbildningen eller inkräkta på handlingsfriheten inom politisk organisation eller yrkes- eller näringssammanslutning och därigenom sätter yttrande-, församlings- eller föreningsfriheten i fara, dömes för brott mot medborgerlig frihet till fängelse i högst sex år. | „ |

Brott mot medborgerlig frihet är även ett brott i tryckfrihetsförordningens brottskatalog. Det innebär att det även är ett tryckfrihetsbrott och ett yttrandefrihetsbrott.